# Ghiacciaio Rosenberg
Il ghiacciaio Rosenberg (in inglese Rosenberg Glacier) è un ripido ghiacciaio ricco di crepacci situato sulla costa di Hobbs, nella parte occidentale della Terra di Marie Byrd, in Antartide. Il ghiacciaio, il cui punto più alto si trova ad oltre 2.400 m s.l.m., fluisce verso ovest a partire dalla sommità del monte Boennighausen, nella regione meridionale della dorsale di Ames, scorrendo tra il versante settentrionale del suddetto monte e quello meridionale del monte Kosciusko.

## Storia
Il ghiacciaio Rosenberg è stato mappato dallo United States Geological Survey grazie a ricognizioni terrestri dello stesso USGS e a fotografie aeree scattate dalla marina militare statunitense nel periodo 1959-66; esso è stato poi così battezzato dal Comitato consultivo dei nomi antartici in onore di Theodore J. Rosenberg, un fisico della ionosfera di base alla stazione Siple nel periodo 1970-71.